# بولات (شهرستان تویمازینسکی، باشقیرستان)
بولات (انگلیسی: Bulat, Tuymazinsky District, Republic of Bashkortostan) یک شهرک در شهرستان تویمازینسکی استان باشقیرستان کشور روسیه است.